# エンテロバクター・クロアカ
エンテロバクター・クロアカ（Enterobacter cloacae）とはエンテロバクター属の真性細菌の一種である。その病原性から臨床上重要である。

## 特徴
エンテロバクター・クロアカはグラム陰性で通性嫌気性の桿菌であり、周毛性で周鞭毛を持つ。細胞の大きさは0.3-0.6×0.8-2.0 μm。pH4から10までの広い範囲で生育が可能である。30℃で寒天培地またはブイヨン培地が、あるいは35℃でトリプチケースソイブイヨン培地が適切な生育条件である。各種試験の判定基準は以下の通りである。
| 基本特性                           | 陽性／陰性 | 発酵能              | 陽性／陰性 | 酵素反応                                         | 陽性／陰性 |
| ---------------------------------- | ---------- | ------------------- | ---------- | ------------------------------------------------ | ---------- |
| 莢膜                               | 陰性       | アドニトール        | 陰性       | 酢酸利用                                         | 陽性       |
| カタラーゼ活性                     | 陽性       | アラビノース        | 陽性       | エスクリン代謝                                   | 両方可     |
| クエン酸                           | 陽性       | D-アラビトール      | 両方可     | アルギニン脱炭酸酵素                             | 陽性       |
| 鞭毛                               | 陽性       | セロビオース        | 陽性       | 脂肪分解酵素                                     | 陰性       |
| グルコース分解による二酸化炭素発生 | 陽性       | キシロース          | 陽性       | リジン脱炭酸酵素                                 | 陰性       |
| ゼラチンの加水分解活性             | 陰性       | ガラクチトール      | 陰性       | オルト-ニトロフェニル-β-ガラクトシダーゼ<英語版> | 陽性       |
| グラム染色                         | 陰性       | メソ−エリトリトール | 陰性       | オルニチン脱炭酸酵素                             | 陽性       |
| 青酸カリウム（KCN）培地での生育    | 陽性       | グルコース          | 陽性       | ペクチン酸分解                                   | 陰性       |
| 硫化水素                           | 陰性       | グリセロール        | 両方可     | フェニルアラニン脱アミン酵素                     | 陰性       |
| インドール                         | 陰性       | ラクトース          | 陰性       | トリプトファン脱アミン酵素                       | 陰性       |
| 運動性                             | 有り       | マルトース          | 陽性       | DNA分解酵素                                      | 陰性       |
| メチルレッド                       | 陰性       | D-マンニトール      | 陽性       |                                                  |            |
| 硝酸の還元活性                     | 陽性       | D-マンノース        | 陽性       |                                                  |            |
| 酸化発酵活性                       | 通性嫌気性 | メリビオース        | 陽性       |                                                  |            |
| オキシダーゼ活性                   | 陰性       | ムチン              | 陽性       |                                                  |            |
| 色素                               | 陰性       | ミオイノシトール    | 陰性       |                                                  |            |
| 形状                               | 桿菌       | ラフィノース        | 陽性       |                                                  |            |
| 胞子                               | 非産生     | ラムノース          | 陽性       |                                                  |            |
| ウレアーゼ活性                     | 陰性       | サリシン            | 陰性       |                                                  |            |
| フォーゲスプロスカウエル試験       | 陽性       | D-ソルビトール      | 陽性       |                                                  |            |
|                                    |            | スクロース          | 陽性       |                                                  |            |
|                                    |            | 酒石酸              | 両方可     |                                                  |            |
|                                    |            | トレハロース        | 陽性       |                                                  |            |

エンテロバクター・クロアカの生化学的性状は同属のE. asburiaeと非常に近似している。遺伝子ではなく生化学反応や表現型による同定方法は判別不能か誤認定する。

## 歴史
エンテロバクター・クロアカは1890年にJordanによって最初に発見され、Bacillus cloacaeと名付けられた。その後、学名と分類学上の位置は多くの変遷を経ることになる。1896年にBacterium cloacae(Lehmann & Neumann)、1919年にCloaca cloacae(Castellani & Chalmers)、1923年にAerobacter cloacae(Bergey et al.)、1958年にAerobacter cloacae(Hormaeche & Edwards)と再命名された。そして、現在の学名であるEnterobacter cloacaeとなったのは1960年であった(Hormaeche & Edwards)。

## 細胞構造と代謝
グラム陰性であることが示すとおり、エンテロバクター・クロアカは外膜と内膜の二つの細胞膜を持つ。外膜上には内毒素のリポ多糖があり、これはリピドAと糖鎖から成る。リピドAはサイトカインの放出を誘導し、サイトカインは毒素を体組織や血流に流入させ、敗血症を誘発する恐れがある。また、エンテロバクター・クロアカはβ-ガラクトシダーゼ、アルギニン加水分解酵素、オルニチン脱炭酸酵素を産生する。リジン脱炭酸酵素、硫化水素、ウレアーゼ、トリプトファン脱アミン酵素、インドールは産生しない。
嫌気条件では細胞を維持するために亜セレン酸をセレン元素に還元できる。この還元反応には電子供与体であるメナキノンが必要である。メナキノンが亜セレン酸を還元するとプロトンの移動が生じ、無酸素状態でも細胞をゆっくり増殖させることを可能にする。
有毒なクロム酸に対して好気条件で耐性を持つ。耐性株CYS-25株は400 mg/Lのクロム酸に対して細胞の大きさを1μmほど増加させ、クロム酸が細胞内に侵入することを防ぐ。
アデニル酸シクラーゼを産生する。この酵素の突然変異は、キュウリの根に定着する細胞数を減少させる。

## 分布
エンテロバクター・クロアカは中温性であり、最適生育温度は37℃である。陸上および水圏環境（水中、泥中、土壌、食品、温水処理槽）において普遍的に存在する。ヒトおよび動物一般において腸内の菌叢にみられる共生微生物であり、植物や昆虫において重要な病原菌である。多様な生息環境は遺伝形質の多様性を反映している。

## 遺伝的特徴
エンテロバクター・クロアカのタイプ種はATCC 49162とATCC 13047である。後者の株は亜種cloacaeのタイプ種でもあり、最初にエンテロバクター・クロアカとして完全なゲノム配列の解読がなされた株でもある。このゲノム配列には単一の環状染色体（5,314,588 bp、GenBank登録番号：CP001918）と二つの環状プラスミドpECL_A（200,370 bp、CP001919）とpECL_B（85,650 bp、CP001920）がある。このほか、エンテロバクター・クロアカのゲノム配列としてGenBank登録番号CP002272、CP002886、FP929040およびAGSY00000000が報告されている。また、cloacae亜種PR-4株の完全なゲノム配列と同亜種08XA1株のドラフト配列（それぞれGenBank登録番号：KP261383、AMGJ00000000）も明らかになっている。
その他、有益で学術的に興味深い菌株を下記に示す。
- SG208株はベンゼンの生分解能を持つ[16]。
- CYS-25株は好気条件でクロム酸に強い耐性を持つ[10]。
- M59株は、アデニル酸シクラーゼ遺伝子cyaA突然変異株であり、キュウリの根への定着能力が有意に低い[17]。

## 臨床上の重要性
エンテロバクター・クロアカは大多数のヒトにとって正常な腸内細菌であり、通常は病原菌にならない。エンテロバクター・クロアカのバイオセーフティーレベルは日本とアメリカで1（ヒトあるいは動物に病気を起こす可能性の低い微生物）、カナダで2（ヒトあるいは動物に病気を起こすが、実験者およびその属する集団や家畜・環境に対して重大な災害を起こす可能性はほとんどない）である。ただし、免疫不全の場合、尿路感染症に関連したり、気道感染症の原因となったりする。その場合において、セフェピムとゲンタマイシンでの治療効果が報告されている。エンテロバクター・クロアカの感染症は、他のエンテロバクター属の中では最も致死率が高い。
ヒトに対して院内感染菌とも成り得、菌血症のほか、心内膜炎、敗血症性関節炎、骨髄炎、眼感染症の原因となる。また、感染対象には下気道や尿路、腹腔内、皮膚、軟部組織がある。特に皮膚と胃腸はエンテロバクター・クロアカに最も接触する部位である。静脈注射用器具、外科器具、手術用洗液など医療用器具を汚染することが多い。血液凝固を防止する目的で使用されるヘパリンナトリウム溶液を汚染することもある。
若年者や高齢者といった、免疫が弱い年齢層に感染・影響しやすく、集中治療室（ICU）での入院の長期化につながる。実際、この細菌はICUでの長期入院患者から主に分離され、集中治療室での院内感染の原因菌として3番目に発生件数が多い。感染経路は皮膚、胃腸管、尿路からの感染、あるいは交差感染が知られている。これらの感染源は医療従事者の手指、内視鏡、血液製剤、全非経口栄養溶液、アルブミン、および聴診器や透析や経食道的心エコー図検査用プローブなどの医療機器である可能性がある。一般にICUでの病原体は罹患率や死亡率の増加における大きな要因である。エンテロバクター・クロアカの場合、多剤耐性を持つため感染の制御は単純ではない。
特に新生児において最も一般的に見いだされる院内感染菌の一つであり、感染の集団発生の事例がいくつか報告されている。1998年に新生児の集中治療室で9名の死亡、2003年には全身感染の症例が42例発生し死亡率34%の事態となった。エンテロバクター・クロアカは、汚染された静脈注射用の液体、非経口完全栄養液および医療器具を通じて新生児に伝達されることがある。医療従事者を介した交差感染の記録もあり、医療従事者や入院患者が他人への感染源ともなり得る。
火傷治療の現場においてエンテロバクター・クロアカの感染症の発生が確認されている。流行は患者の火傷がIII度熱傷であること、火傷治療専門の医療施設に流行していることと関連している。エンテロバクター・クロアカは医療施設の設備に生息しているためである。1977年と1979年に2回の感染流行を経験した火傷病棟を調査したJosephらの報告によると、エンテロバクター・クロアカは2回目の流行の際、1回目には無かったトブラマイシンやアミカシン、硝酸銀への耐性を有していた。また、プラスミドの量が異なっていた。
エンテロバクター・クロアカを植菌されたネズミは、無菌状態のネズミと比べて同じ食餌条件でもより酷く肥満となる。エンテロバクター・クロアカなど腸内細菌と肥満との因果関係が示唆される。

### 薬剤感受性
現在、エンテロバクター・クロアカに対して最も有効な抗生物質はアミノグリコシド系である。セフォタキシムやセファペラゾンが現在、よく用いられている。

### 薬剤耐性
クラスC β-ラクタマーゼのセファロスポリナーゼの産生遺伝子を染色体に有する。この遺伝子は微生物にβ-ラクタム系抗生物質への耐性を与える。β-ラクタマーゼはin vitroで検出することができず、感染症の治療を困難にする要因となる。2004年、従来知られているものとは別の染色体上AmpC型β-ラクタマーゼ遺伝子が発見された。この新遺伝子はKlebsiella pneumoniaeのプラスミド由来MIR-1型β-ラクタマーゼ遺伝子と配列類似性が高く、プラスミドを介してエンテロバクター・クロアカが獲得したことが示唆される。また、この細菌はフルオロキノロン類に対する耐性も持つ。エンテロバクター・クロアカ以外のエンテロバクター属の多くも同様の多剤耐性を有する。
エンテロバクター・クロアカエはAcrR遺伝子の部分配列およびAcrA遺伝子とAcrB遺伝子の完全配列（AcrAB遺伝子）を有しており、薬剤の耐性に利用している。AcrAは膜融合タンパク質であり、多剤等異物の排出ポンプである。AcrBは内膜貫通型のトランスポーターであり、こちらも多剤の排出を行う。AcrR遺伝子はAcrA遺伝子のリプレッサーとして作用する。AcrAB遺伝子の発現は転写制御因子のRamA遺伝子によって制御されており、この遺伝子の制御が、チゲサイクリンに対する感受性の低下に関与する。

### 食品の汚染
エンテロバクター・クロアカの薬剤耐性株は牛肉、食肉加工工場、医療施設からも検出される。2007年の調査で単離された菌株からはampC、ampDおよびampR遺伝子が見いだされた。ampC遺伝子はβ-ラクタム系抗生物質に、ampR遺伝子はアンピシリンやセファロチン、アモキシシリンに対する耐性を与える。また、ampCは農場や加工工場でのβ-ラクタマーゼ遺伝子の拡散に寄与する。

## 産業での利用
エンテロバクター・クロアカをバイオリアクターによる爆発物の生分解に利用することが研究されている。また、農作物の害虫や植物病原菌への生物的防除に利用できる。
エンテロバクター・クロアカは水溶性で有毒な亜セレン酸を不溶性で無害なセレン元素に変換することができる。亜セレン酸はその水溶性により生物に容易に取り込まれ、生体蓄積（食物連鎖を介して多くの生物において有害物質が生体濃縮されること）される。セレン化合物による水質汚染は石油の利用（燃焼、精製、掘削）によって引き起こされている。また、エンテロバクター・クロアカがグルコースを電子供与体として利用したとき、環境中の酸化セレンの79%を除去する。幾つかのケースでは水での高濃度の酸化セレンが高等生物の胚の奇形、水鳥の死の原因であることが確認されている。